# Distrito Teotitlán
El Distrito Teotitlán es uno de los 30 distritos que conforman al estado mexicano de Oaxaca, y uno de los dos distritos que conforman a la Región Sierra de Flores Magón. El distrito se divide en 25 municipios, de los cuales el municipio de Teotitlán de Flores Magón es la cabecera distrital.

## Geografía
El distrito abarca una superficie de 2211.67 km² y se encuentra a una altitud promedio de 1020 m s. n. m.

## Demografía
El distrito tiene una población total de 144 534 habitantes, lo que le da una densidad de población aproximada de 65 habitantes por kilómetro cuadrado.

## Municipios
El distrito Teotitlán está conformado por 25 municipios distintos:
| Código INEGI | Municipio                    | Cabecera                     | Superficie (km²) | Población |
| ------------ | ---------------------------- | ---------------------------- | ---------------- | --------- |
| 20029        | Eloxochitlán de Flores Magón | Eloxochitlán de Flores Magón | 35.85            | 4042      |
| 20040        | Huautepec                    | Huautepec                    | 44.74            | 5672      |
| 20041        | Huautla de Jiménez           | Huautla de Jiménez           | 149.17           | 31 829    |
| 20058        | Mazatlán Villa de Flores     | Mazatlán Villa de Flores     | 177.71           | 12 934    |
| 20109        | San Antonio Nanahuatipam     | San Antonio Nanahuatípam     | 157.76           | 1256      |
| 20116        | San Bartolomé Ayautla        | San Bartolomé Ayautla        | 52.86            | 3713      |
| 20142        | San Francisco Huehuetlán     | San Francisco Huehuetlán     | 14.01            | 1251      |
| 20163        | San Jerónimo Tecóatl         | San Jerónimo Tecoatl         | 17.77            | 1522      |
| 20171        | San José Tenango             | San José Tenango             | 256.71           | 18 120    |
| 20187        | San Juan Coatzospam          | San Juan Coatzospam          | 72.03            | 2019      |
| 20206        | San Juan de los Cues         | San Juan de los Cues         | 104.13           | 2447      |
| 20228        | San Lorenzo Cuaunecuiltitla  | San Lorenzo Cuaunecuiltitla  | 8.62             | 738       |
| 20234        | San Lucas Zoquiapam          | San Lucas Zoquiapam          | 64.57            | 7384      |
| 20244        | San Martín Toxpalan          | San Martín Toxpalan          | 56.90            | 3595      |
| 20249        | San Mateo Yoloxochitlán      | San Mateo Yoloxochitlán      | 7.15             | 3294      |
| 20322        | San Pedro Ocopetatillo       | San Pedro Ocopetatillo       | 6.66             | 897       |
| 20354        | Santa Ana Ateixtlahuaca      | Santa Ana Ateixtlahuaca      | 15.99            | 572       |
| 20374        | Santa Cruz Acatepec          | Santa Cruz Acatepec          | 6.95             | 1301      |
| 20396        | Santa María la Asunción      | Santa María La Asunción      | 7.75             | 3223      |
| 20406        | Santa María Chilchotla       | Santa María Chilchotla       | 283.97           | 20 577    |
| 20416        | Santa María Ixcatlán         | Santa María Ixcatlán         | 189.65           | 573       |
| 20431        | Santa María Tecomavaca       | Santa María Tecomavaca       | 359.12           | 1683      |
| 20434        | Santa María Teopoxco         | Santa María Teopoxco         | 33.48            | 4436      |
| 20490        | Santiago Texcalcingo         | Santiago Texcalcingo         | 19.65            | 2781      |
| 20545        | Teotitlán de Flores Magón    | Teotitlán de Flores Magón    | 68.47            | 8675      |